# Savina Yannatou
Savina Yannatou (Grieks: Σαβίνα Γιαννάτου, Savína Giannátou) (Athene, 16 maart 1959) is een Griekse zangeres. Zij beweegt zich op het terrein van religieuze en volksmuziek uit de Griekenland en omgeving. Zij combineert die muziek met jazz uit de 20e eeuw. Dit geeft de muziek een new ageachtig karakter waarbij het spirituele voorop staat.

## Biografie
Haar muzikale opleiding kreeg ze in Athene aan het Grieks Conservatorium en aan de Guildhall School for Music and Drama in Londen. Sinds jaar en dag treedt ze op met haar vaste begeleidingsband Primavera en Salonico, waarin ook haar vaste arrangeur Kostas Vomvolos. Deze band gebruikt instrumenten als accordeon, viool, qanun, percussie, ney en oed.
Ze begon met het zingen van moderne kunstliederen, trad regelmatig op voor de radio onder leiding van Manos Hadjidakis. Daarna verbreedde zij haar horizon met liederen uit het verleden, liederen uit de middeleeuwen, renaissance en barok.
Yannatou zingt liederen uit veel verschillende landen, waaronder Griekenland, Turkije, Israël, Albanië, Tunesië, Italië, Spanje en Ierland.
Op haar albums kiest Yannatou vaak voor een specifiek thema of project, bijvoorbeeld Sefardische liederen (Spring of Salonica, 1995), muziek uit landen rond de Middellandse Zee (Songs of the Mediterranean, 1998), Marialiederen uit alle windstreken (Virgin Maries of the World, 1999), muziek uit de Middeleeuwen en Renaissance (Rosa des Rosas (2000) of liederen uit het laat-negentiende en vroeg-twintigste-eeuwse multi-etnische Thessaloniki (Songs of Thessaloniki, 2015).
Naast zangwerkzaamheden componeert Yannatou ook. Ze heeft een aantal theaterwerken achter haar naam staan, die voornamelijk plaatselijke bekendheid kregen: Medea (1997); Bachai (2005) en Dibuk (2006) werden in Griekenland uitgevoerd.

## Discografie
Naast haar eigen albums zong ze mee op talloze muziekalbums van derden, veelal alleen voor de Griekse markt. Onderstaande albums staan op naam van Yannatou zelf:
- (1985): Nanourismata
- (1981): To ’62 Manos Hadjidakis
- (1982): Kariotakis
- (1983): Is King Alexander alive?
- (1985): Traditional lullabyes
- (1994): Masko
- (1995): Spring of Salonica
  - ook wel Primavera en Salonico: Sefardisch Joodse liederen opgenomen in de Aristoteles-universiteit van Thessaloniki
  - Musici: Savina Yannatou (zang), Lefteris Angouridákis (frame drum, darabukka), Yannis Aleandrís (out , tamboura), Yannis Kaimákis (nay, gemhorn, blokfluit), Michalis Siganídis (contrabas)
  - Liederen: 1: La cantiga del fuego (3;18), 2: El sueño de la hiĵa del rey (4:50), 3: Los bilbilicos (4;25), 4: Morenica (2:57), 5: Tres hermanicas eran (3:35), 6: Morena (2:05), 7: Yedí Kulé (5:40), 8: Une matica de ruda (2:50), 9: Por qué lloras, blanca niña (6:10), 10: Alta es la luna (2:45), 11: Nani nani (4:30), 12: Ĵaco (3:50), 13: Ya salió de la mar la galana (3:38), 14: El encalador (2:35), 15: Durme, hermoso hijico (2:25), 16: Primavera en Salonico (2:50)
- (1997): Aphoretismoi tis Thalasas
- (1997): Anapnoes
- (1998): Songs of the Mediterranean
- (1999): Virgin Maries of the World
- (2000): Rosa des rosas
- (2002): Pao na po sto synnefo
- (2003): Terra Nostra
- (2005): Sumiglia
- (2007): Musique des Chambres
- (2008): Songs Of An Other
- (2012) Songs for Kommeno
- (2015) Songs of Thessaloniki
- (2020) Ways of Notseeing
- (2025) Watersong (met Primavera en Salonico en Lamia Bedioui)